# 海王子
《海王子》是手塚治虫的日本漫畫作品。還有以此改編的相關動畫作品。最初是於《產經新聞》1969年9月1日至1971年12月31日期間連載的報紙漫畫，但作品名稱後來隨著動畫開始播映，也一併改為並沿用至今。當初原本是以撿到「東東（トリトン）」的義兄為主人翁，描述第三者意外捲入抗爭的冒險犯難故事，但在作者發現以純粹冒險題材表現，更能讓作品趣味橫生後，於劇情途中安排他失踪，並將主角更替為東東。
故事帶有著少許的科幻色彩，以東東主動對博賽族（ポセイドン族）的征討為主軸，細膩描繪出他以陸地人的身分成長、學習知識和武術的過程，以及與人類實難以稱之為「善意」的接觸，形成與日後奇幻風格濃厚的動畫版迥異之處。除此之外，手塚更曾於秋田書店版單行本封套折口內提及，動畫版的《海王子》已非自己的作品了。本作品與手塚的早年作品《洛克冒險記》（ロック冒険記）有諸多類似之處，也被形容為此作品的重新詮釋版本。

## 故事簡介
5000多年的前的大西洋上，有一块叫做“亚特兰提斯”的大陆和文明。某天，亚特兰提斯大陆神秘地沉入大西洋中。東黎族（亞特蘭提斯人）最后的孑遺被託付给白海豚露嘉，露嘉将这个小男孩送到一个日本小渔村附近悬崖下的山洞裡。小男孩被一个渔夫阿松发现并收养。13年后，这个小男孩长成少年，被取名为“東東”，東東在一次偶然的机会得知自己的身世，并遭到毁灭東黎族的博賽族所追杀。海王子历经千难万险，在露卡等众海豚和其他海洋生物的帮助之下，最后一路杀回大西洋亚特兰提斯的旧址，打败了博賽族。但付出的代價卻是一個最為驚人的真相......

## 登場人物
阿松叔（一平）（日本配音：八奈見乘兒）
撫養海王子長大 的老漁夫。

### 東黎族
（日本配音：鹽屋翼／台灣《海王子》《小飛龍》版配音：武莉）；香港配音 鄧榮銾
有著一頭綠髮異貌的勇敢少年。在襁褓中遭放置至豬頭岩（豬の首岬）的涵洞內，被人拾獲在漁村中養育長大。在露嘉告知下明瞭自己是東黎族的最後孑遺後，擔心村子遭到博賽族的侵害而決定離去，從此展開了他的海洋之旅。
莉莉（日本配音：広川あけみ）；香港譯名 菲菲，配音 盧素娟
幼年期為人魚姿態 的任性女孩。由於從小是在倍受海豹群疼愛的環境中長成，造就了她相當讓人吃不消的倔強大小姐脾氣，直至歷經數度波折後，才漸漸地一改昔日性情。

#### 友方
露嘉（日本配音：北浜晴子／台灣配音：鄢蘭）
將海王子轉託人類的白色海豚。在旅途中總是以長輩身份呵護海王子與莉莉，並不時著叮嚀兩人要和平相處，來復興東黎族。
（日本配音：大竹宏）
調皮又可愛的海豚三兄弟長男。
（日本配音：肝付兼太）
調皮又可愛的海豚三兄弟次男。
（日本配音：杉山佳壽子）
調皮又可愛的海豚三兄弟三男。
（日本配音：外山高士（電視版）、鹽見龍介（電影版））
身軀有如島嶼龐碩的巨大海龜。長年獨自居住在險象環生地海底七漩渦中心，等待海王子出現取回雙親所轉託的留聲海螺；最後在第3集卻由於挺身阻擋黛利亞的追兵，落入圈套被正下方噴發的海底火山波擊身亡。
（日本配音：瀧口順平）
佩服人類智慧與勇氣的老海豹。為了要報答東黎族保衛海洋和平付出的貢獻，決定撫養被父母託孤的莉莉走避至北海生活，最後在第5集囑咐海王子帶莉莉前往南海後，在與牛頭海怪的纏鬥中被結成冰塊瞬間斃命。
（日本配音：峰恵研）
深受詛咒折磨的博學多聞之魚。因自於幾百年前曾經相幫過亨波達逾越脫逃，而被博賽王施法化作為腔棘魚終身無法瞑目，最後在第23集中總算拜循跡到來的海王子所賜，透過歐利漢寶劍的光芒映射，獲取了生命的解脫。

### 博賽族
遭受到遠古阿特蘭人迫害為殉葬人牲的族群，卻一線生機地蒙惠於活埋他們的博賽王神像，並加以當作沉沒古大陸的復仇武器展開反噬。
（日本配音：北川國彥（兼任本片旁白））
遠古阿特蘭人用歐利漢金屬（オリハルコン）打造的膜拜神像；殘餘不到一萬人的博賽族在底下以此作虛殼，用遙控方式在幕後操縱著所製造出的下屬們。事實上其所放射出來猶如像太陽一般的能量，同時也是維繫他們全體生死性命的關鍵命脈。
海馬（日本配音：矢田耕司）
代替博賽王對前線將士指揮調度的傳令兵。
水母探子（日本配音：渡部猛（第1集未放映版）、杉山佳壽子→吉田理保子）
遍佈四海的博賽族斥候，隨處緊盯海王子一行人的動向。

#### 幹部
博賽族利用人類長相造出的手下。
班司（日本配音：兼本新吾→増岡弘）
博賽王的護衛隊長；海王子的弒親兇手。最後在第27集第二度與海王子的白刃相交上，經由歐利漢寶劍的光茫照耀而瞬間消失殆盡。
納斯（日本配音：八奈見乘兒→今西正男）
博賽王的參謀。最後在第25集由於擬定的策略屢屢挫敗無成，引起震怒的主子號命班司執劍將其斬殺身亡。
司令官
黛利亞（日本配音：澤田敏子）
管轄北太平洋的司令官。最後在第11集違令越區與海王子決鬥失敗後，依照族規駕馭銀鮫投身於海底火山謝罪自盡。
（日本配音：加藤精三）
管轄南太平洋的司令官。最後在第15集因為未能在時限內捉到海王子，導致被博賽王派來督促的海馬代為行刑身亡。
（日本配音：富田耕生）
繼任統轄全太平洋的司令官。最後在第21集因直視歐利漢寶劍的萬丈光茫，造成雙眼失明只能夠永遠徘徊於黑暗的深淵。
（日本配音：中曾根雅夫→山田俊司）
管轄印度洋的司令官。最後在第23集意圖消耗海王子體力的作戰中，肇於萊根的介入下受歐利漢寶劍給刺殺擊斃。
（日本配音：水鳥鉄夫）
管轄地中海的司令官。最後在第25集以分身術擾亂的策略遭破解後，大意沒攜反射歐利漢寶劍光茫的盾牌而落敗。
牛頭海怪（日本配音：柴田秀勝）
管轄北冰洋的司令官。最後在第26集與兄弟邁賓聯手再戰海王子時，讓歐利漢寶劍戳死後身體粉碎化為海底塵埃。
邁賓（日本配音：加藤修→野田圭一）
管轄南冰洋的司令官。最後在第26集與兄弟牛頭海怪夾殺海王子時，耐不住莉莉點燃的烈焰折磨跌落於海中沉沒。
其他幹部
（日本配音：中西妙子）
違反博賽族族規的女囚。因嚮往蔚藍海洋跟燦爛陽光遭禁錮於牢獄裡，為了重獲自由遂接下交換條件與海王子決鬥，卻受歐利漢寶劍的光芒動搖而轉念棄暗投明，最後在第21集於雷哈操控的亂劍下香消玉殞。

## 譯名差異
| 日本 | 中視       | 台視     |
| ---- | ---------- | -------- |
|      | 海王子     | 小飛龍   |
|      | 阿松叔     | 羅老爹   |
|      | 東黎族     | 飛龍族   |
|      | 東         | 阿忠     |
|      | 歐利漢寶劍 | 飛龍神劍 |
|      | 莉         | 妮       |
|      | 露嘉       | 露卡     |
|      | 一樂       | 阿露     |
|      | 甘樂       | 阿卡     |
|      | 菲兒       | 蜜       |
|      | 曼頓       | 米度     |
|      | 海老       | 老杜     |
|      | 萊根       | 拉漢     |
|      | 博賽族     | 波頓族   |
|      | 博賽王     | 波頓王   |
|      | 班司       | 吉爾斯   |
|      | 納斯       | 納斯     |
|      | 黛利亞     | 杜莎     |
|      | 牛頭海怪   | 美達斯   |
|      | 尖頭海怪   | 布列斯   |
|      | 羊角 雷哈  | 里耳     |
|      | 亨波達     | 蓮達     |
|      | 魯達       | 路達斯   |
|      | 貢奴       | 格魯     |
|      | 邁賓       |          |

## 出版書籍
台灣於1977年（民國66年）間在動畫尚未引進前，漫畫大王出版社則曾以《海人精》為題發行無版權單行本。不久在播出後的電視加乘效應下，各家出版社便紛紛統一書名重新出版，也因而更加地確立了《海王子》此稱呼在台灣的通用性。1990年代初，由於版權意識抬頭，1994年間由時報文化代理了眾多的手塚治虫作品，其中也包括了本作的四冊原著授權漫畫；2003年，更藉與動畫影片再度引進之際同步，改由台灣東販二度代理漫畫系列，發行單行本全6冊。

### 發行版本
- 產經新聞連載版（1969年 - 1971年）
  - Sunday Comics《海王子》（秋田書店）全4卷
  - 手塚治虫漫画全集《海王子》（講談社）全4卷
  - 手塚治虫傑作選集《海王子》（秋田書店）全3卷
  - 秋田文庫《海王子》（秋田書店）全3卷
  - 《海のトリトン オリジナル復刻版》（復刊Dot com）上、下卷

- TV Magazine、たのしい幼稚園連載版（1972年）
  - Sunday Comics《神化嬌嬌女》（秋田書店）全1卷
  - 秋田文庫《神化嬌嬌女》（秋田書店）全1卷
  - 手塚治虫漫画全集《旺薩同學》（講談社）全1卷

## 動畫
負責動畫製作的是「Animation Staff Room（アニメーション・スタッフルーム）」。原本本片預定由手塚自己的虫製作公司拍攝，也已經製作了試拍版；但是因虫製作當時已陷入經營惡化的混亂狀況，手塚作品的動畫化權利，則轉由當時手塚的經紀人西崎義展（日後《宇宙戰艦大和號》的製作人）所取得（手塚日後對於此事則表示大感後悔），且以製作商事（虫プロ商事）工作人員為中心所設立的工作室「Animation Staff Room」擔任製作。本片也是西崎首度參與電視動畫製片工作的作品，及富野喜幸（現：富野由悠季）的首度擔綱導演作品（由手塚本人指名）。
據富野於日後表示，當時實質上的製作核心工作室，主要是以負責承攬東映動畫電視動畫作品外包製作為主的「朝日影片」（朝日フィルム），並未使用虫製作體系的人員。甚至連擔任本片人物設定與作畫監督的羽根章悅，也是自東映動畫出身。動畫版的内容則是幾乎已無手塚的色彩，可說是具備強烈富野個人風格的作品。關於這點，依據富野在2002年於NHK訪談節目《TOP RUNNER》當中受訪時的回想，他推測或有可能是手塚自己將原作漫畫視為失敗作品之故，因此對於動畫版故事所做的改動，富野也得到了相當大的自由處理空間。 

### 動畫史上的評價
經過動畫熱潮之後，關於本片的「富野喜幸初執導作品」這種認知變得遠比「手塚作品」更為鮮明；而劇情發展至最後，東黎族與博賽族正邪立場大逆轉的衝擊性結局，也與後來富野的作品《無敵超人桑波特3》有所契合，故而常被拿來相提並論。
《海王子》可說是在《宇宙戰艦大和號》之前就已受到高年齡層觀眾歡迎，與帶動了1970年代動畫熱潮的先驅作《魯邦三世》並列為地位相當重要的作品。並且本片也是日本首部衍生出影迷會組織的電視動畫，在女性影迷之間相當受到好評。擔任主角海王子配音、童星出身的配音員鹽屋翼（為本片配音當時尚為中學二年級學生），之後並參與《科學小飛俠》的演出，成為當時的人氣配音員之一。

### 主題曲
日本版
- 第1～6集片頭／第7～27集片尾曲：

（作詞：伊勢正三／作曲：南高節／編曲：小山恭弘／演唱：須藤、姫）
由於本片的片頭作畫未能於正式播出前完成（也是日本電視動畫史首開的先例），故而將這首原本預定的片尾曲，在初期集數中挪至片頭使用，畫面並以實際拍攝的海底景觀代之。
- 第1～6集片尾／第7～27集＆電影版片頭曲：

（作詞：林春生／作曲、編曲：鈴木宏昌／演唱：、杉並児童合唱団）
播映最初期為片尾曲，但自第7集起調整為片頭曲使用，亦為電影版的片頭曲。
初期後半尚有以剪輯片中畫面使用的片頭版本存在。
本曲由於甚早推出吹奏樂譜，當時在日本成為許多學校的吹奏樂演奏曲目，尤其常用於高中棒球比賽的加油曲演奏。另外此曲於商品化時，多將曲名標記為，因此造成一部作品出現兩首同名主題歌的狀況，往往容易造成混淆。
水木一郎曾於2011年發售的「THE HERO〜Mr.アニソン〜」專輯中翻唱。
插曲
- 概念歌曲：（片中未使用，作詞：山川庄太郎／作曲：南高節／編曲：小山恭弘／演唱：須藤、姫）
- （作詞：丘灯至夫／作曲、編曲：松山祐士／演唱：広川）

台灣版
- 中視

- 『海王子』（作詞：黎明／作曲：鈴木宏昌／演唱：松江兒童合唱團）

本曲翻唱自原版主題歌，收錄於新黎明唱片1978年6月發行的兒童歌曲合輯《兒童之歌》第12集中（但作曲者當時則標記為林家慶）。中視版的片頭畫面則是以劇中畫面剪輯而成。
1981年5月，林家慶在受訪時曾提及他創作卡通歌曲時，會先了解故事背景、主角個性等再創作：例如《科學小飛俠》與《海王子》等科幻卡通較適合小學高年級的觀眾看，所以主題曲音階較高、旋律快而有流行歌曲的味道。但他在受訪中所提到的這兩首動畫歌曲，事實上均為將日本版原曲翻唱，並非原創。
- 台視

- 『小飛龍』（作詞：梁光明／作曲：陳慶鋒）

本曲為自創曲目，但台視版片頭沿用了日本的未放映版本片頭畫面。
香港版
- 亞洲電視中文台

- 『海力童』（作詞：鄭錦富／作曲：鈴木宏昌／演唱：阮令濤）

### 電視動畫
本作在1972年4月1日至9月30日間，由朝日放送（ABC）製作，於TBS系每週六19:00～19:30播映，全27集。於1990年12月17日曾由萬代影視發售全7片的套裝LD版本，但絕版甚早。此套LD也是目前（至2025年）為止，本片堪稱相關影音資料收錄最為完整的版本，其中的部分收錄內容，在後來發行的DVD版中均未能收錄。DVD-BOX則於2001年9月21日發售，並在2002年10月25日發售總數5集的單片零售版；但片中的部分台詞（如第16集），因為與現今日本的電檢尺度出現牴觸，在成品中遭片商以消音處理（但初版發行的LD中對白則未遭消音）。2009年9月11日，則由東北新社發行了包括電視版與電影版的完整套裝DVD。
香港無綫電視翡翠台於1976年12月19日至1977年7月3日逢星期日早上8:00-8:30首播，接替特攝影集《銀面飛俠》時段，成為無綫首部外購非兒童向動畫及採取足本播映方式，其後亞洲電視取得播放權，並於1985年7月1日至8月5日以《海力童》名義播映。
台灣則於1978年（民國67年）6月5日至7月12日間由中視引進於每週一～五下午6:00~6:30時段首播，並於1980年（民國69年）間於每週一～五下午6:00~6:30時段重播；之後1982年（民國71年）6月7日至12月6日間，於每週一下午6:00～7:00時段在台視易名為《小飛龍》第3度播出（但台視配音版後來外流至中國大陸播映，原因不詳）；不過在放映期間觀眾指謫台視舊片重播，當時在非難之下的台視則提出了解釋，實乃中視片源充足、無意重播，所以才會在代理片商以半價兜售下購入。2003年齊威國際多媒體乘著台灣社會的一股懷舊旋風，取得授權，推出了雙語套裝DVD與中文配音版VCD發行；2003年11月26日於TVBS-G週一至五晚間8:00-9:00《都會卡通館》時段放映。

#### 製作人員
- 原作：手塚治虫
- 製作人：西崎義展
- 導演：富野喜幸
- 演出助手：川田武範、山吉康夫、清水マサル、井出康道、田村善行
- 人物設計、作画監督：羽根章悦
- 作画：米川功真、落合正宗、石黒育、古沢日出男等
- 美術監督：伊藤主計、牧野光成
- 編輯：辻井正則
- 音響監督：浦上靖夫
- 音樂：鈴木宏昌
- 效果：森賢一（Ishida Sound）
- 顯像 - 東洋現像所
- 錄音 - Aoi Studio
- 制作協力 - 朝日the film
- 制作 - 朝日放送、Animation Staff Room

##### 各集列表
本作中全集的作畫監督均由羽根章悅獨自擔任，故於列表中省略。另外在播映當時的工作人員字幕中，「演出」（各集導演）一職於全集中均標示為富野喜幸，但實際上本作各集的導演除富野以外尚有他人擔綱，然因相關資料佚失，目前細節不明。
|    | 原文標題 | 中視標題     | 台視標題   | 中国標題             | 編劇     | 分鏡       | 演出     |
| -- | -------- | ------------ | ---------- | -------------------- | -------- | ---------- | -------- |
| 1  |          | 遙遠的呼喚   | 身世之謎   | 呼唤大海的少年       | 松岡清治 | 斧谷稔     | 富野喜幸 |
| 2  |          | 東東的秘密   | 任重道遠   | 的秘密               | 松岡清治 | 永樹凡人   | 永樹凡人 |
| 3  |          | 歐利漢的寶劍 | 大海龜     | 闪亮的飞龙神剑       | 松岡清治 | 正延宏三   | 正延宏三 |
| 4  |          | 北海的邊緣   | 天涯尋親   | 在北海边缘           | 辻真先   | 斧谷稔     | 富野喜幸 |
| 5  |          | 再見北海     | 捨身救主   | 告别北海             | 宮田雪   | 山吉康夫   | 富野喜幸 |
| 6  |          | 南海之旅     | 南海之旅   | 前进，南方之岛！     | 松岡清治 | 大貫信夫   | 大貫信夫 |
| 7  |          | 海豚島上     | 任性的女孩 | 南十字星下           | 辻真先   | 山吉康夫   | 富野喜幸 |
| 8  |          | 離奇的傳說   | 傷心往事   | 失踪岛的传说         | 松元力   | 大貫信夫   | 富野喜幸 |
| 9  |          | 鬼船         | 幽靈船     | 幽灵船之謎           | 富田宏   | 山吉康夫   | 大貫信夫 |
| 10 |          | 雨過天晴     | 雨過天青   | 妮妮的觉醒…          | 松岡清治 | 池原成利   | 池原成利 |
| 11 |          | 決鬥北海     | 光榮的戰果 | 北太平洋的决战！     | 宮田雪   | 山吉康夫   | 富野喜幸 |
| 12 |          | 海豚島大爆炸 | 無家可歸   | 海豚島大爆炸         | 松岡清治 | 斧谷稔     | 富野喜幸 |
| 13 |          | 怪龍的追擊   | 同心協力   | 巨兽的追击           | 松元力   | 山吉康夫   | 富野喜幸 |
| 14 |          | 大西洋之旅   | 生力軍     | 踏上前往大西洋的旅程 | 辻真先   | 斧谷稔     | 富野喜幸 |
| 15 |          | 傷心的恐龍   | 哭泣的恐龍 | 哭泣的恐龍           | 宮田雪   | 大貫信夫   | 富野喜幸 |
| 16 |          | 雷哈的陷阱   | 一場幻覺   | 里尔的陷阱           | 辻真先   | 西谷克和   | 富野喜幸 |
| 17 |          | 東黎族的遺跡 | 意外的發現 | 消失的飞龙族遗迹     | 松元力   | 平田敏夫   | 富野喜幸 |
| 18 |          | 巨怪大羅精   | 海底巨人   | 灼热的巨人           | 辻真先   | 大貫信夫   | 富野喜幸 |
| 19 |          | 大白鯨       | 白鯨復活   | 苏醒的白鲸           | 宮田雪   | 佐々木正広 | 富野喜幸 |
| 20 |          | 海蜘蛛       | 改邪歸正   | 海蜘蛛监狱           | 松岡清治 | 斧谷稔     | 富野喜幸 |
| 21 |          | 太平洋的魔海 | 海上幻影   | 魔海太平洋           | 辻真先   | 山吉康夫   | 富野喜幸 |
| 22 |          | 巨怪耶曼     | 神秘火光   | 死亡之岛             | 宮田雪   | 大貫信夫   | 富野喜幸 |
| 23 |          | 海蜈蚣       | 大蜈蚣     | 化石森林的战斗       | 松岡清治 | 斧谷稔     | 富野喜幸 |
| 24 |          | 勇敢的吉吉   | 勇敢的吉吉 | 加达，进攻！         | 辻真先   | 池原成利   | 富野喜幸 |
| 25 |          | 流沙地獄     | 龍爭虎鬥   | 沙漠地狱             | 宮田雪   | 斧谷稔     | 富野喜幸 |
| 26 |          | 博賽族的魔海 | 吉星高照   | 波顿族的魔海         | 辻真先   | 大貫信夫   | 富野喜幸 |
| 27 |          | 旭日東昇     | 重整聲威   | 和平的大西洋         | 斧谷稔   | 斧谷稔     | 富野喜幸 |

### 電影版
1970年代末隨著《大和號》、《機動戰士鋼彈》的賣座，使本作獲取了得以重新評價的機會。1978年1月25日，本作原聲帶於中發售，還曾於ORICON公信榜登上第4名的佳績。隨著動畫熱潮的到來，製作人西崎找來了執導過電影版《宇宙戰艦大和號》的舛田利雄擔任導演，將電視版重新剪輯之後推出兩部電影版，前篇（片長74分鐘）於1979年7月4日上映，但後篇（片長65分鐘）雖已完成卻並未上映，直到2002年3月，才以DVD方式發售前後篇兩部合集的完整版。台灣在2003年間，也同樣由齊威國際多媒體一併連帶電視版同時引進在市面上發行。

#### 製作人員
- 原作：手塚治虫
- 監製：西崎義展
- 監修：舛田利雄
- 構成：松岡清治、富野喜幸
- 演出助手：秦義人
- 作畫監督：羽根章悦
- 演出：富野喜幸、棚橋一德
- 音樂：鈴木宏昌、蛙Production
- 音響監督：浦上靖夫
- 音響：本田保則
- 剪輯：森本寬夫、千歲豐
- 製作：Office Academy
- 發行：東映株式会社

### 試拍版
電視動畫在正式播出前，在1971年10月曾由手塚自己的動畫公司「虫製作商事」製作過試拍版，片長約9分鐘。片名也採用產經新聞連載時的，以原作版為基本進行改編。後收錄於電影版DVD的映像特典中（但台灣授權版DVD未收錄）。

#### 製作人員
- 原作：手塚治虫
- 原畫：上口照人
- 動畫：小林準治

### 動畫與原作差異
1. ↑  海王子在漫畫中是在矢崎一家的撫養下長大。
2. ↑  東黎族女性在漫畫中為『完全』的人魚姿態，並不會依年齡在樣貌上有所改變；男性則除了腳掌上沒有腳趾頭外，大致與人類無異。
3. ↑  露嘉（ルカー）在漫畫中的顏色為金色。
4. ↑  曼頓在漫畫中是名為加諾莫斯的萬事通，經由與海王子交戰身亡的博賽王三子－多利培引介而認識。
5. ↑  在漫畫中東黎族與博賽族都為穆帝國『製造』的海洋人種。
6. ↑  在漫畫中是由名為塔鱗的博賽王直屬部下，受命下手殺害全東黎族以及海王子的雙親。
7. ↑  黛利亞在漫畫中是名為多羅提亞的博賽王子女之一。
8. ↑  雷哈在漫畫中是博賽王的親衛隊長。
9. ↑  亨波達在漫畫中是博賽王子女之一，在海王子緊跟不捨的追擊下落敗被救，因此逐漸對他產生了情不自禁的情愫，卻無奈於敵對的立場而最後舉槍自盡。

## 外部連結
- 手塚治虫官網：漫畫wiki：海王子 （页面存档备份，存于）（日語）
- 手塚治虫官網：動畫·映像wiki：海王子 （页面存档备份，存于）（日語）
- 手塚治虫官網：動畫·映像wiki：海王子（試拍版）（日語）